# The NWA Legacy, Vol. 2
Albums de N.W.A
The NWA Legacy, Vol. 1: 1988–1998
(1999) The Best of NWA: The Strength of Street Knowledge
(2006)
The NWA Legacy, Vol. 2 est une compilation de N.W.A, sortie en 2002.
Cet album comprend des titres de certains des membres de NWA (Ice Cube, Eazy-E, Dr. Dre, MC Ren et DJ Yella) ainsi que d'artistes proches du groupe.
Il s'est classé 38e au Top R&B/Hip-Hop Albums et 154e au Billboard 200.

## Liste des titres
| No  | Titre                            | Interprète(s)                                                            | Durée |
| --- | -------------------------------- | ------------------------------------------------------------------------ | ----- |
| 1.  | Hello                            | Ice Cube featuring Dr. Dre et MC Ren                                     | 3:51  |
| 2.  | Chin Check                       | NWA featuring Snoop Dogg                                                 | 4:23  |
| 3.  | Got Ta Hustle                    | Ant Banks featuring MC Ren                                               | 5:05  |
| 4.  | Gangstas Make the World Go Round | Westside Connection                                                      | 4:32  |
| 5.  | Lay Low                          | Snoop Dogg featuring Nate Dogg, Master P, Butch Cassidy et Tha Eastsidaz | 3:42  |
| 6.  | Got Beef                         | Snoop Dogg Presents Tha Eastsidaz                                        | 4:10  |
| 7.  | Wrong Idea                       | Snoop Dogg featuring Bad Azz, Kokane et Lil' ½ Dead                      | 4:10  |
| 8.  | Just Dippin'                     | Snoop Dogg featuring Dr. Dre et Jewell                                   | 3:59  |
| 9.  | Bitch Please                     | Snoop Dogg featuring Xzibit                                              | 3:47  |
| 10. | Ghetto Fabulous                  | Ras Kass featuring Dr. Dre et Mack 10                                    | 4:21  |
| 11. | Behind the Walls                 | Kurupt featuring Nate Dogg                                               | 4:26  |
| 12. | AmeriKKKa's Most Wanted          | Ice Cube                                                                 | 4:09  |
| 13. | Appetite for Destruction         | NWA                                                                      | 3:07  |
| 14. | Born and Raised in Compton       | DJ Quik                                                                  | 3:23  |
| 15. | Eazy-Duz-It                      | Eazy-E                                                                   | 4:17  |
| 16. | Old School Shit                  | Eazy-E featuring Dresta, B.G. Knocc Out et Sylk-E. Fyne                  | 4:00  |
| 17. | Foe tha Love of $                | Bone Thugs-N-Harmony featuring Eazy-E                                    | 4:10  |
| 18. | Get Yo Ride On                   | Mack 10 featuring Eazy-E et MC Eiht                                      | 3:29  |
| 19. | The Grand Finale                 | The D.O.C. featuring NWA                                                 | 4:28  |